# Arbre de l'amor americà
L'arbre de l'amor americà (Cercis canadensis) és una de les espècies del gènere Cercis, que als Estats Units s'anomenen Redbuds.
És un arbust gros o un arbre petit de la família Fabaceae, natiu de l'est de Nord-amèrica des del sud d'Ontario, al Canadà, fins al nord de Florida, Estats Units.
Sol créixer fins als 8-12 m d'altura.
Les flors destaquen, van des del rosa clar al rosa fosc, fan 1,5 cm de llarg, apareixen en grups de març a maig, a llocs nus abans de les fulles.
En jardineria, s'usa aquesta espècie com a planta ornamental.
Les espècies de Cercis Cercis mexicana, Cercis reniformis i Cercis texensis són considerades per algunes fonts subespècies del Cercis canadensis.

## Imatges

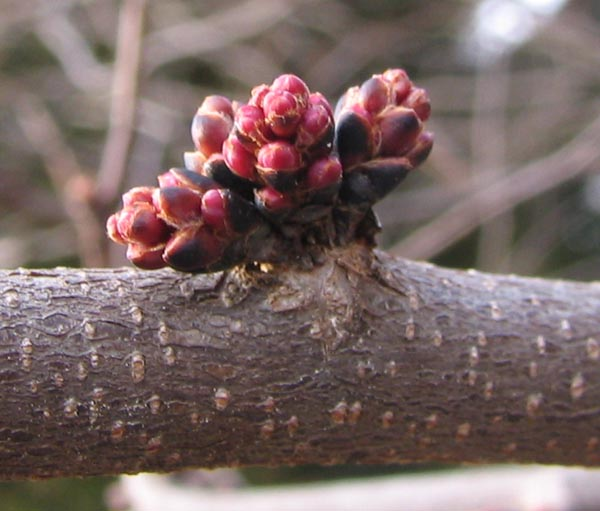
Brot de Cercis canadensis preparat per obrir-se a mitjans de maig.
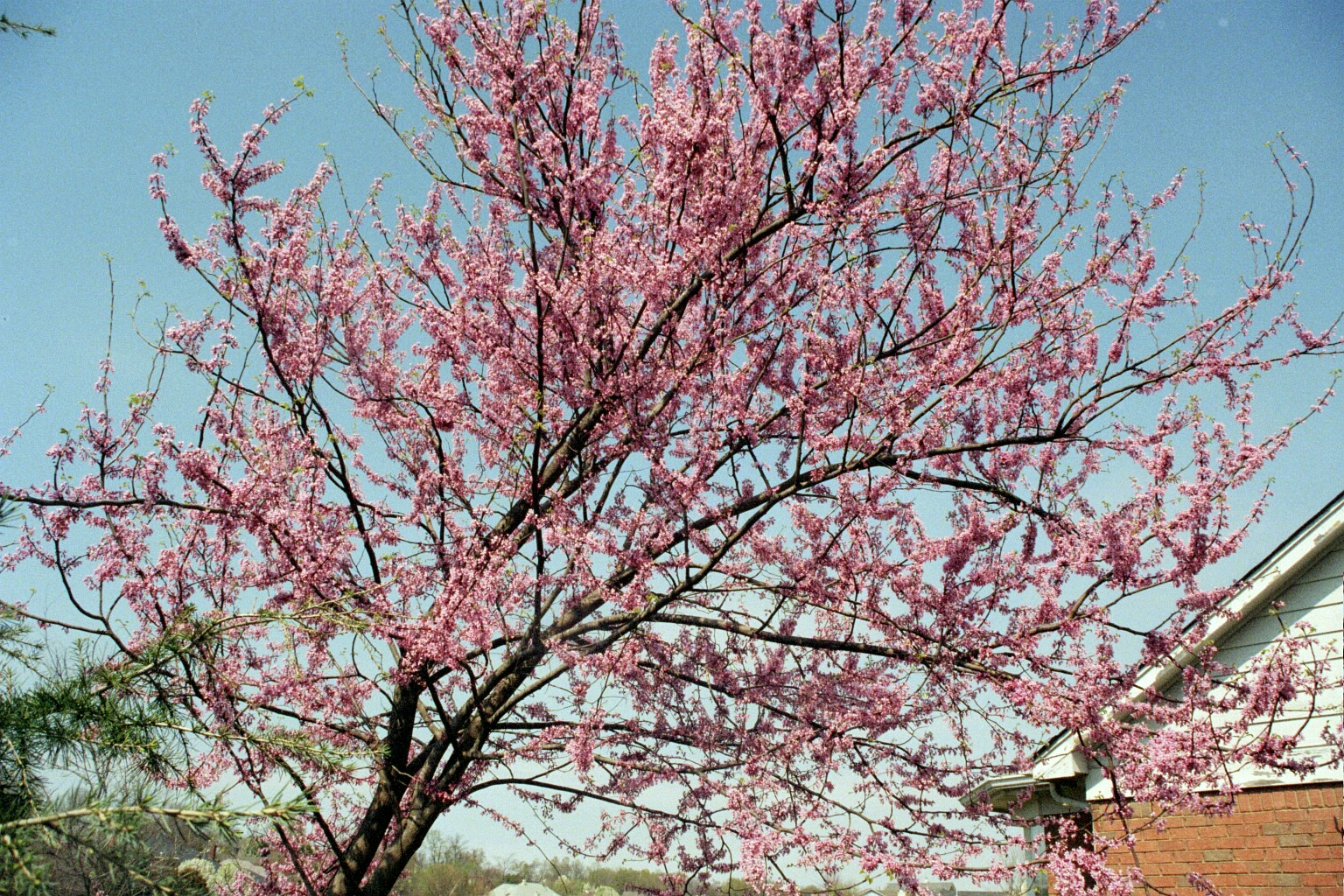
Arbre florit